# Boich
Boich is een dorp in de Duitse gemeente Kreuzau, deelstaat Noordrijn-Westfalen, en telt 614 inwoners (2007). De naam moet als het Nederlandse woord boog, echter met een zachte g aan het eind, worden uitgesproken.
De locatie van het dorp Boich is al in het Mesolithicum, de Midden-Steentijd, bewoond geweest. Ook in de IJzertijd woonden hier mensen, vermoedelijk Kelten, en in de eeuwen rond het begin van de jaartelling werd het gebied door Romeinen, en na de 5e eeuw door Franken bewoond.
Het dorp is rijk aan schilderachtige, oude, vakwerkboerderijen.

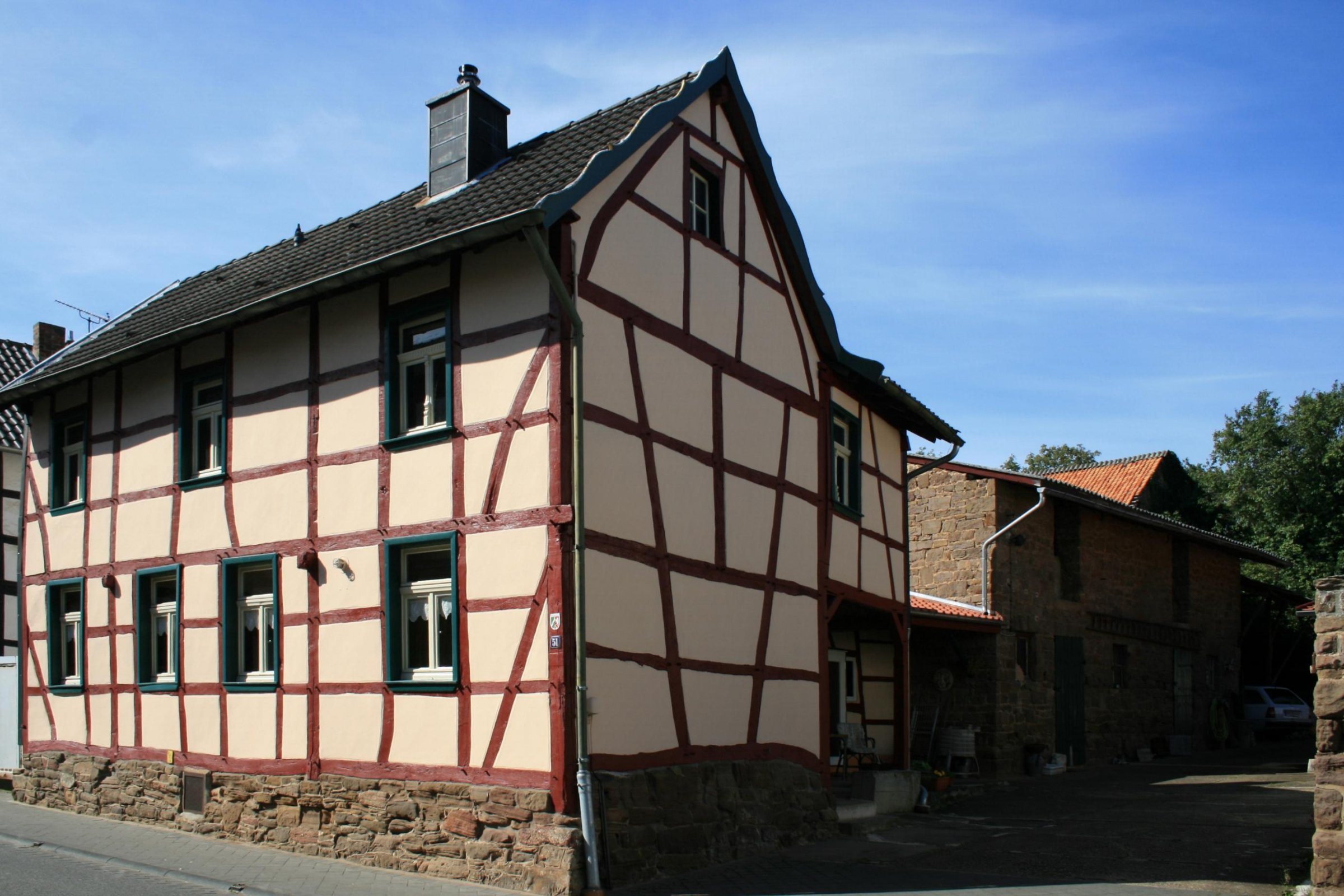
Vakwerkhuis aan de Gereonstraße te Boich
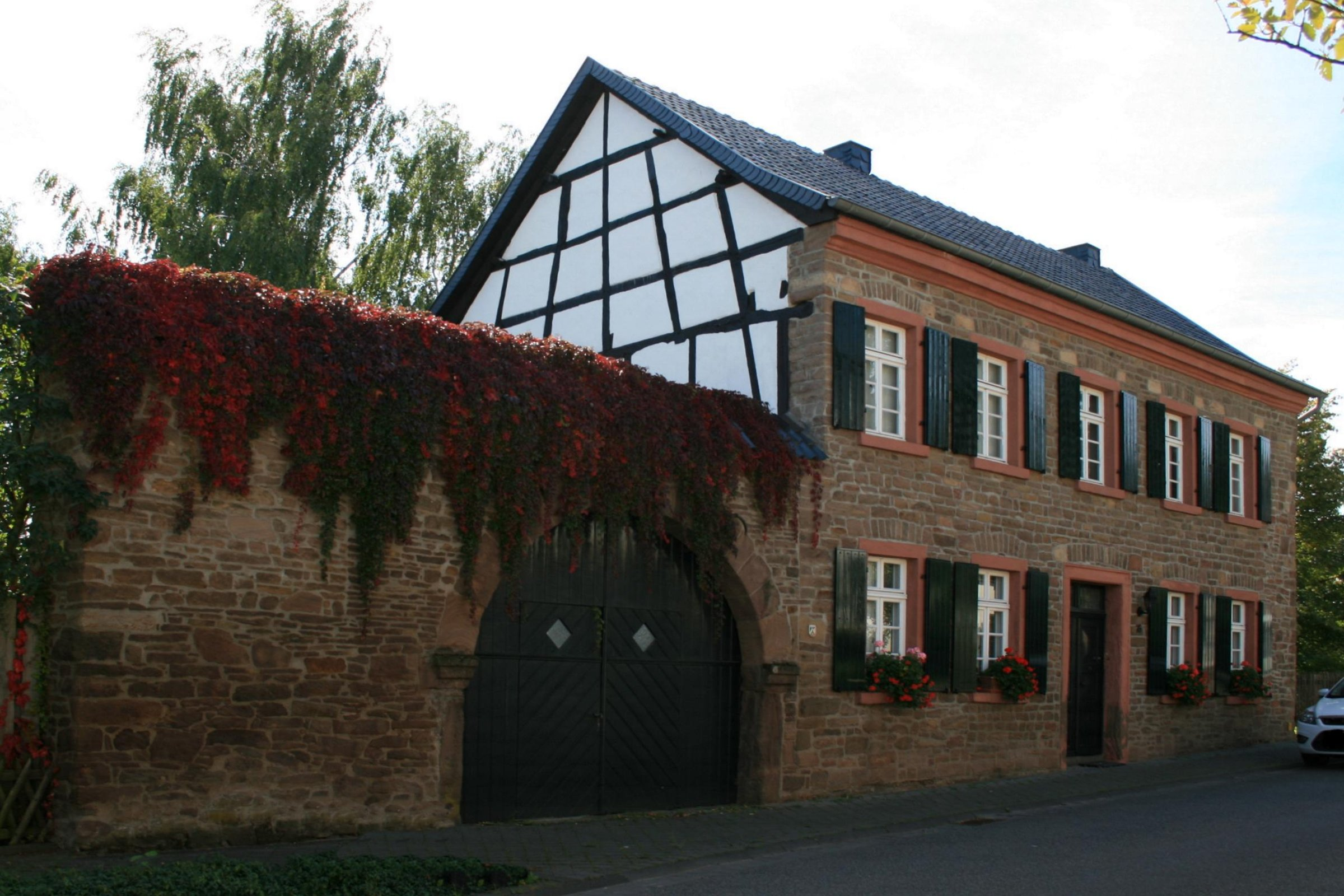
18e-eeuws huis aan de Gereonstraße te Boich
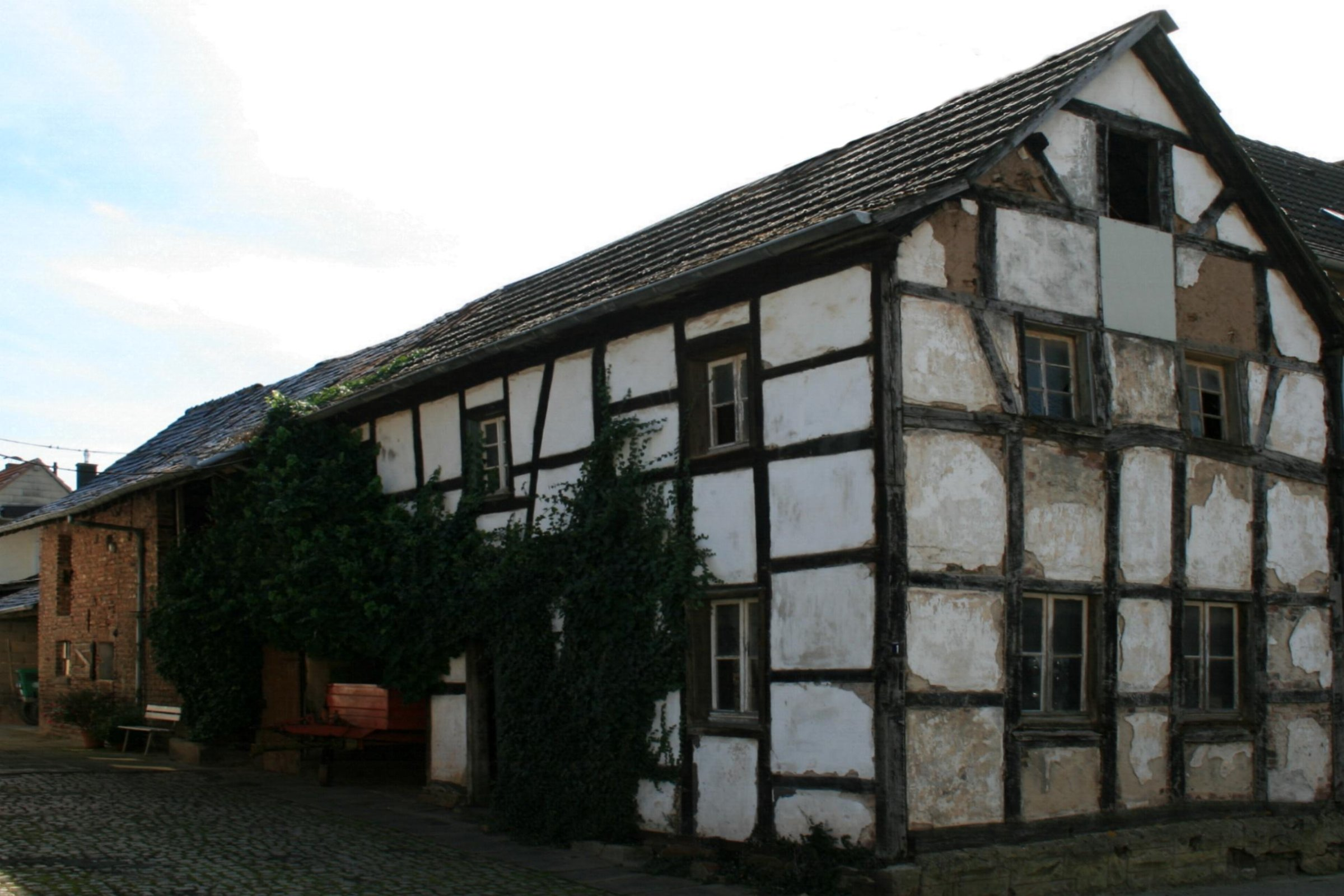
Ietwat vervallen 18e-eeuws vakwerkhuis te Boich